# Götz Gendries
Götz Gendries (* 1972, 1973 oder 1976 in Ost-Berlin) ist ein deutscher Schauspieler.

## Leben
Götz Gendries wurde in Ost-Berlin geboren, wo er auch aufgewachsen ist. Er ist der Sohn des Regisseurs Klaus Gendries und der Schauspielerin Edda Dentges.
Bereits im Kindesalter spielte er in zwei Filmen mit, bei denen sein Vater Regie führte. Nach der Wende absolvierte er eine professionelle Schauspielausbildung an der Schauspielschule Die Etage in Berlin. Danach wirkte er in mehreren Filmen und Fernsehserien mit. Er ist als Darsteller auch an verschiedenen Theaterhäusern auf der Bühne aktiv.
Götz Gendries lebt in Berlin.

## Filmografie
- 1981: Meschkas Enkel
- 1983: Der Bastard (TV-Zweiteiler)
- 1991: Viel Rummel um den Skooter (Fernsehserie, 7 Folgen)
- 1992: Forsthaus Falkenau (Fernsehserie, 1 Folge)
- 1999: Der Landarzt (Fernsehserie, 1 Folge)
- 2001: Victor – Der Schutzengel (Fernsehserie, 1 Folge)
- 2004: Sochi (Kurzfilm)
- 2006: Unser Charly (Fernsehserie, 1 Folge)